# محمدگره، پاکستان
محمدگره (به انگلیسی: Muhammadgarh) یک منطقهٔ مسکونی در پاکستان است که در پنجاب واقع شده‌است. محمدگره ۱۰۸ متر بالاتر از سطح دریا واقع شده‌است.